# Macaco d'Assam
El macaco d'Assam (Macaca assamensis) és un macaco de la família dels cercopitècids que viu al sud i el sud-est d'Àsia. La UICN l'ha classificat com a espècie "gairebé amenaçada" des del 2008, car les seves poblacions estan en declivi a causa de la caça furtiva i la pèrdua i fragmentació d'hàbitat.